# ألبرت إي. تود
ألبرت إي. تود هو سياسي كندي، ولد في 5 أغسطس 1878 في كندا، وتوفي في 26 أكتوبر 1928 في الولايات المتحدة.